# Toomas Trass
Toomas Trass (* 12. Dezember 1966 in Tartu) ist ein estnischer Komponist und Organist.

## Leben
Toomas Trass wurde im südestnischen Tartu als Sohn des Biologen Hans Trass (* 1928) und der Schauspielerin Raine Loo geboren. Er graduierte 1986 am Tallinner Musikgymnasium (Tallinna Muusikakeskkool). Er schloss 1992 sein Kompositions-Studium an der Estnischen Musikakademie bei Lepo Sumera ab. Daneben studierte er bei Hugo Lepnurm das Fach Orgel. Sein weiterführender Lehrer in Tallinn war Jaan Rääts. Daneben besuchte Trass Meisterkurse bei Josef Sluys in Belgien und José Luis González Uriol in Spanien und bildete sich bei Ludger Lohmann sowie Jacques van Oortmerssen in den Niederlanden fort.
Seit 1993 unterrichtet Trass Kirchen- und Orgelmusik an der Estnischen Musik- und Theaterakademie in der estnischen Hauptstadt Tallinn. Seit 2008 ist er außerdem als Kirchenorganist im Tallinner Stadtteil Nõmme tätig. Er trat bei zahlreichen Orgelkonzerten in Estland und im Ausland auf. Bekannt sind auch Trass' Einspielungen der Werke des georgischen Komponisten Otar Taktakischwili (1924–1989).
Toomas Trass hat zahlreiche eigene Kompositionen vorgelegt, darunter die Animationsfilm-Oper Die Sprotte im Sonnenschein (1993, Regie: Mati Kütt), das Oratorium Passion of St. Luke (1997), die Advents-Kantate Immanuel (1997), Ohio Mass für Solo-Sänger, gemischten Chor, Streichquartett und Orgel (1998) und sein Concerto für Kammerorchester (1998).
Seit 2004 gehört Toomas Trass dem Estnischen Komponistenverband (Eesti Heliloojate Liit) an.

## Auszeichnungen
1999 wurde Trass der Heino-Eller-Preis für junge Komponisten verliehen.